# Vương tộc Sachsen-Coburg và Gotha
Vương tộc Sachsen-Coburg và Gotha (tiếng Đức: Haus Sachsen-Coburg und Gotha) là một dòng dõi quý tộc Đức, một chi nhánh thuộc dòng Ernestine, chi trưởng của Nhà Wettin. Tên này được lấy từ công quốc Sachsen-Coburg và Gotha, lãnh thổ mà bây giờ thuộc bang Thüringen và Bayern của Đức, được dòng dõi này cai trị từ 1826 cho tới 1918. Nhờ được lựa chọn và một chính sách cưới hỏi khôn khéo mà những thành viên của nhà công tước này từ một địa vị về chính trị không đóng vai trò gì lớn lao, đạt được vài ngai vàng, dòng họ trở nên quan trọng khắp châu Âu. Ngày nay những thành viên của vương tộc này còn cai trị ở Bỉ và ở Anh Quốc. Tuy nhiên vua George V của Anh vì tinh thần bài Đức ở Anh trong Thế chiến thứ Nhất đã đổi tên họ vào năm 1917 sang nhà Windsor. Tương tự như vậy hoàng gia Bỉ đã đổi tên sang thành "van België" (tiếng Hà Lan) hay "de Belgique" (tiếng Pháp).

## Sự hình thành công quốc Sachsen-Coburg và Gotha

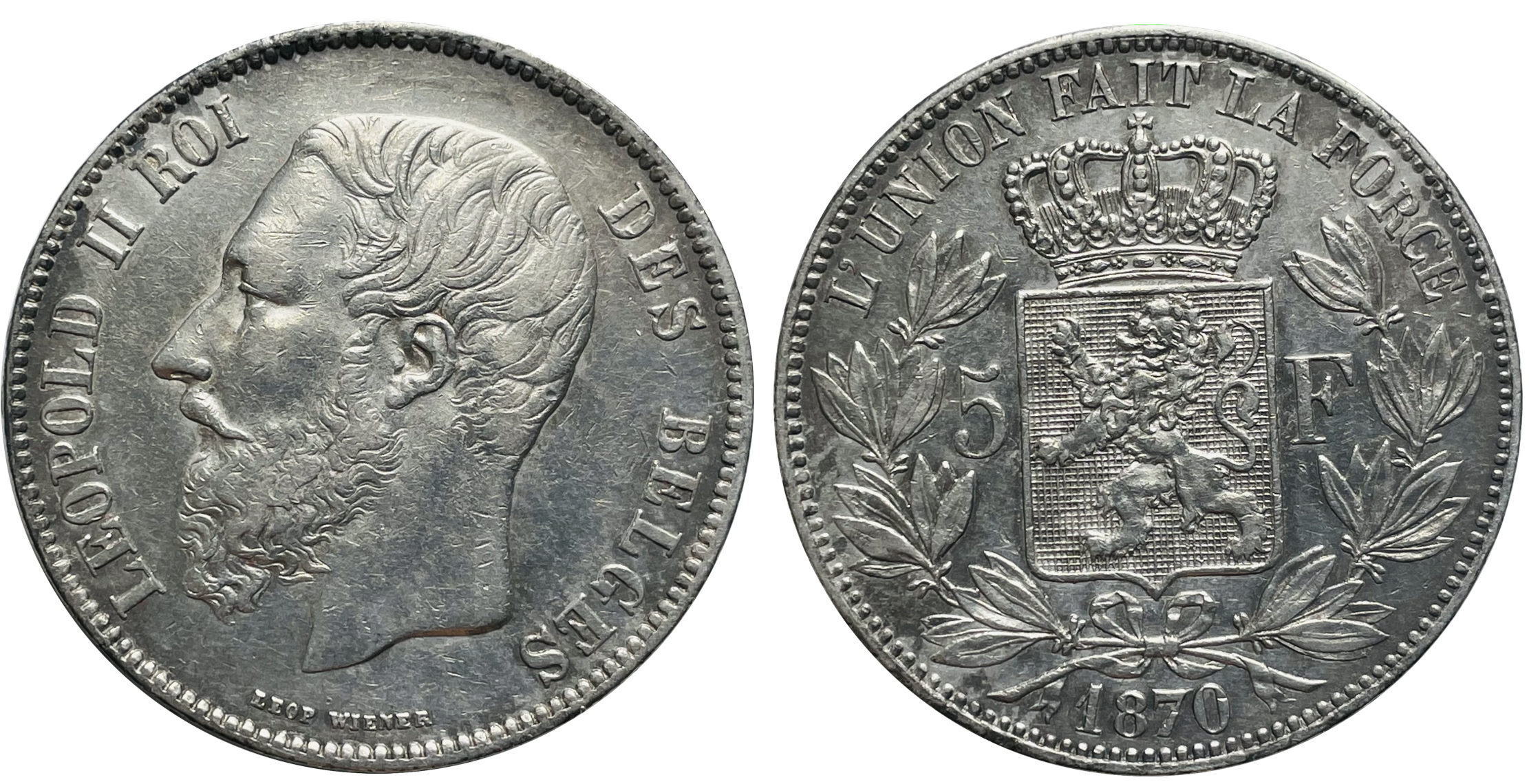
5 franc bạc của Bỉ, với chân dung vua Leopold II, đúc 1870

1825 công tước của Sachsen-Gotha-Altenburg, Friedrich IV, chết không để lại người nối dõi. Sau một cuộc tranh cãi về việc thừa hưởng gia tài công quốc Sachsen-Gotha-Altenburg bị chia ra. Altenburg trở thành một công quốc riêng biệt. Gotha được giao cho nhà Sachsen-Coburg-Saalfeld. Tuy nhiên lãnh thổ của họ cũng bị chia: trong khi họ giữ được Coburg, lại phải giao Saalfeld cho một nhánh khác.
Từ đó công tước Ernst III xứ Sachsen-Coburg-Saalfeld trở thành công tước Ernst I xứ Sachsen-Coburg và Gotha, nhà Sachsen-Coburg-Saalfeld đổi tên thành Sachsen-Coburg và Gotha. Ernst cai trị cho tới khi qua đời vào năm 1844.
Công tử Leopold, em trai của Ernst trở thành vua của Bỉ vào năm 1831, và các con cháu của ông tiếp tục trị vì vương quốc này cho đến tận ngày nay. Người con gái duy nhất của Léopold, Vương nữ Charlotte, là vợ của Hoàng đế Maximilian I của Đệ Nhị Đế chế México. Cháu trai của Ernst là Công tử Ferdinand cưới Nữ vương Maria II của Bồ Đào Nha, con cháu của ông ta tiếp tục cai trị ở đó, cho tới khi nước này trở thành một nước cộng hòa vào năm 1910.
Victoria, Nữ vương Anh từ năm 1837, kết hôn với Công tử Albrecht xứ Sachsen-Coburg và Gotha, con trai thứ của công tước Ernst I xứ Sachsen-Coburg và Gotha. Con cháu bà lấy họ Sachsen-Coburg và Gotha từ đó, cho tới khi George V đổi họ thành Windsor vào năm 1917.

## Các nhánh

### Công tước

#### Các công tước (1826 - 1918)
1. Ernst I (1826-1844)
2. Ernst II (1844-1893)
3. Alfred (1893-1900)
4. Carl Eduard (1900-1918)

#### Người đứng đầu vương tộc (từ năm 1918)
1. Carl Eduard (1918-1954)
2. Friedrich Josias 1954–1998
3. Andreas 1998–nay

### Vương tộc Sachsen-Coburg và Gotha-Koháryy

#### Vua của Bồ Đào Nha
1. Pedro V (1853-1861)
2. Luís I (1861-1889)
3. Carlos I (1889-1908)
4. Manuel II (trị vì từ 1908-1910, qua đời năm 1932)

#### Vua của Bulgaria
1. Ferdinand I (1887-1918)
2. Boris III (1918-1943)
3. Simeon II (1943-1946)

### Vua của Bỉ
1. Léopold I (1831-1865)
2. Léopold II (1865-1909)
3. Albert I (1909-1934)
4. Léopold III (1934-1951)
5. Baudouin (1951-1993)
6. Albert II (1993-2013)
7. Philippe (2013-nay)

### Vua của Liên hiệp Anh và Ireland
1. Edward VII (1901-1910)
2. George V (1910-1936, đến năm 1917 khi tên đã được thay đổi và vương tộc được biết đến với cái tên Windsor
3. Edward VIII (1936)
4. George VI (1936-1952)
5. Elizabeth II (1952-2022)
6. Charles III (2022-nay)